# 9486 Utemorrah
A 9486 Utemorrah (ideiglenes jelöléssel 6130 P-L) a Naprendszer kisbolygóövében található aszteroida. Cornelis Johannes van Houten, Ingrid van Houten-Groeneveld és Tom Gehrels fedezte fel 1960. szeptember 24-én.